# 段雪
段雪（1957年1月—），男，北京人，中国应用化学家，中国科学院院士，现任北京化工大学应用化学系研究员，北京化工大学化工资源有效利用国家重点实验室主任。

## 生平
1982年毕业于吉林大学化学系，1988年获北京化工学院化学系博士学位。2007年当选中国科学院院士。